# Cheilanthes pilosa
Cheilanthes pilosa là một loài thực vật có mạch trong họ Adiantaceae. Loài này được Goldm. miêu tả khoa học đầu tiên năm 1843.